# 武田静澄
武田 静澄（たけだ せいちょう、1904年 - 1995年1月）は、日本の民俗学研究者。専門は口承文学。
神奈川県横浜市生まれ。鈴木大拙、柳田国男らに師事。民俗学研究所研究員となり民俗学を研究した。日本伝承文化研究会を主宰。また、東京作家クラブ委員等を歴任した。

## 著作、著訳
- 『河童・天狗・妖怪 : 民俗随筆』河出書房 1956
- 『日本伝説の旅 上,下』社会思想研究会出版部 1962
- 『落人伝説の旅 : 平家谷秘話』社会思想社 1969
- 『日本伝説集』社会思想社 1971
- 『河童・天狗・妖怪』河出書房新社 2015

### 編共著
- 『日本の伝説  7 愛知の伝説』（福田祥男共著）角川書店、1976年
- 『日本の伝説 15 東京の伝説』（安西篤子共著）角川書店、1977年
- 『日本の伝説 30 静岡の伝説』（吉田知子共著）角川書店、1978年
- 『日本の伝説 37 茨城の伝説』（今瀬文也共著）角川書店、1979年
- 『日本の伝説 44 栃木の伝説』（安西篤子共著）角川書店、1980年

## 表彰
- 第28回児童文化功労者：1986年（昭和61年）